# Nova Bretanya
|  | «New Britain» redirigeix aquí. Vegeu-ne altres significats a «New Britain (Connecticut)». |

Nova Bretanya (en anglès New Britain), antigament Nova Pomerània, és l'illa més gran de l'arxipèlag de Bismarck, a Papua Nova Guinea.
Banyada pel Mar de Salomó, està separada de Nova Guinea per l'estret de Dampier. Les ciutats més poblades de l'illa són Kokopo, que va substituir l'antiga capital Rabaul quan fou destruïda per l'erupció del volcà Tavurvur el 1994, que només va causar cinc morts perquè es va evacuar amb avançament. i Kimbe. Té una extensió de 37.800 km² i una població de 404.873 habitants l'any 2000. Les principals ciutats de Nova Bretanya són Rabaul / Kokopo i Kimbe. L'illa té aproximadament la mida de Taiwan. Mentre que l'illa formava part de la Nova Guinea alemanya, va rebre el nom de Neupommern ("Nova Pomerània"). En comú amb la majoria dels Bismarcks, es va formar en gran part per processos volcànics, i té volcans actius com Ulawun (volcà més alt del país), Langila, el Grup Garbuna, la serralada de Sulu i els volcans Tavurvur i Vulcan de la caldera de Rabaul. Una important erupció de Tavurvur l'any 1994 va destruir la capital de la província de l'est de Nova Bretanya, Rabaul. La major part de la ciutat encara es troba sota metres de cendra, i la capital s'ha traslladat a la propera Kokopo.
Està dividida en dues províncies:
- Nova Bretanya Oriental (East New Britain), amb capital a Kokopo.
- Nova Bretanya Occidental (West New Britain), amb capital a Kimbe.

## Formació
La Placa de la mar de Salomó es va desenvolupar àmpliament durant l'Oligocè final, separant l'arc proto-occidental melanesià de l'arc proto-trobriand. Desapareix en dues zones de subducció, es submergeix per sota de la Placa de les Bismarck Septentrionals al nord-oest i la placa del Pacífic  al nord-est formant a partir d'aquesta col·lisió i del vulcanisme resultant l'illa volcànica de Nova Bretanya. La zona de subducció sud-oest és on la Placa de la mar de Salomó es submergeix per sota de la placa indo-australiana.

## Geografia

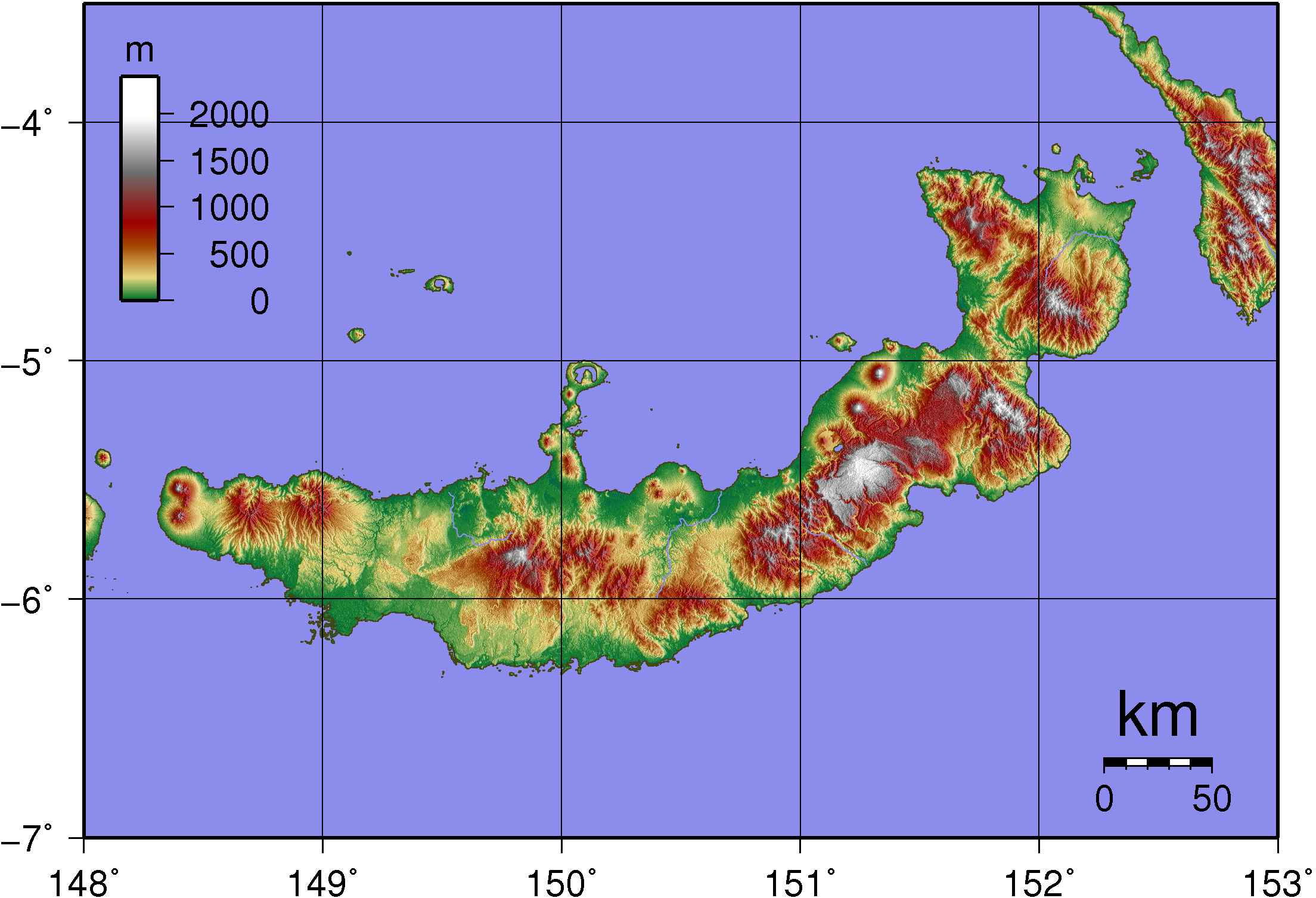
Topografia de Nova Bretanya

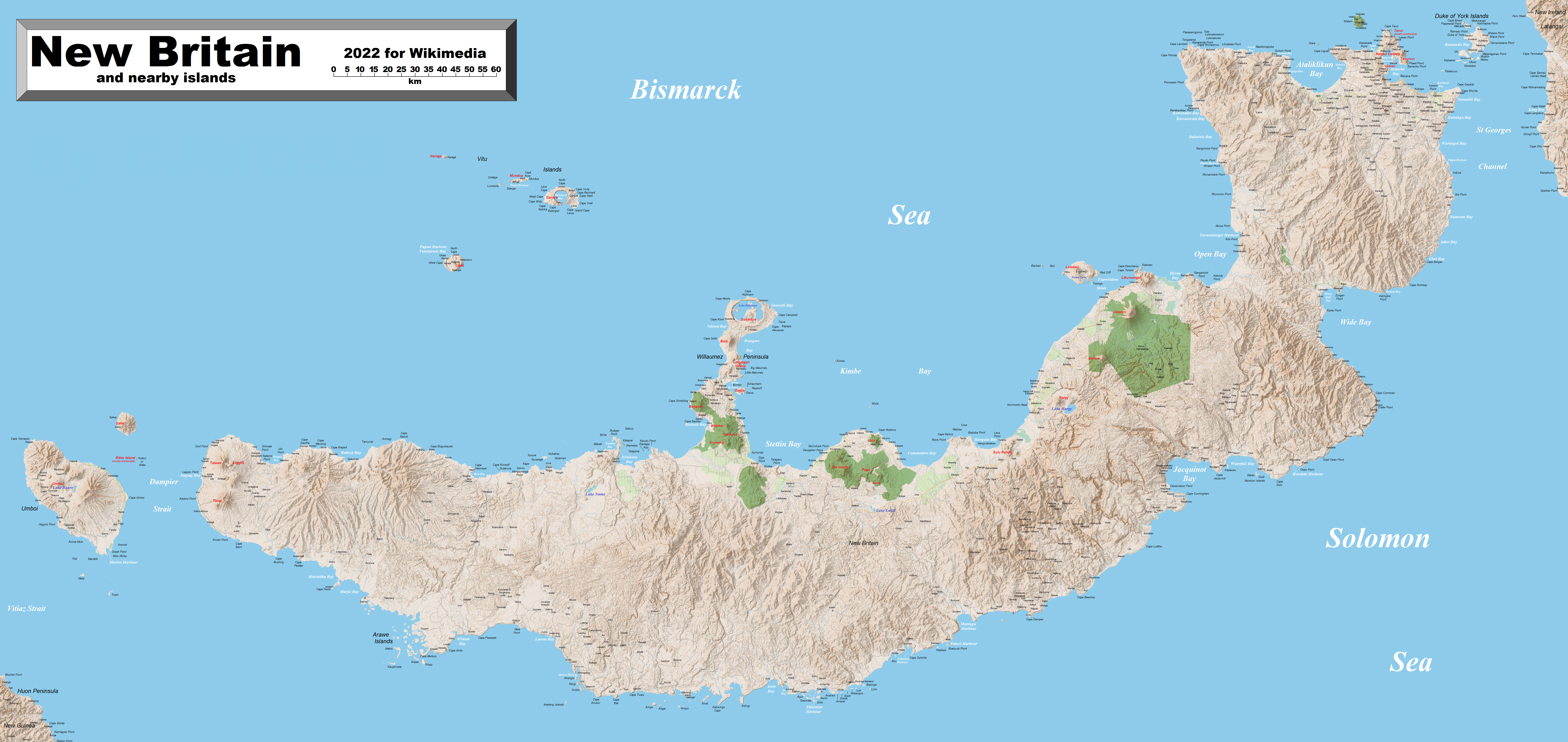
Nova Bretanya, amb volcans seleccionats anomenats en vermell

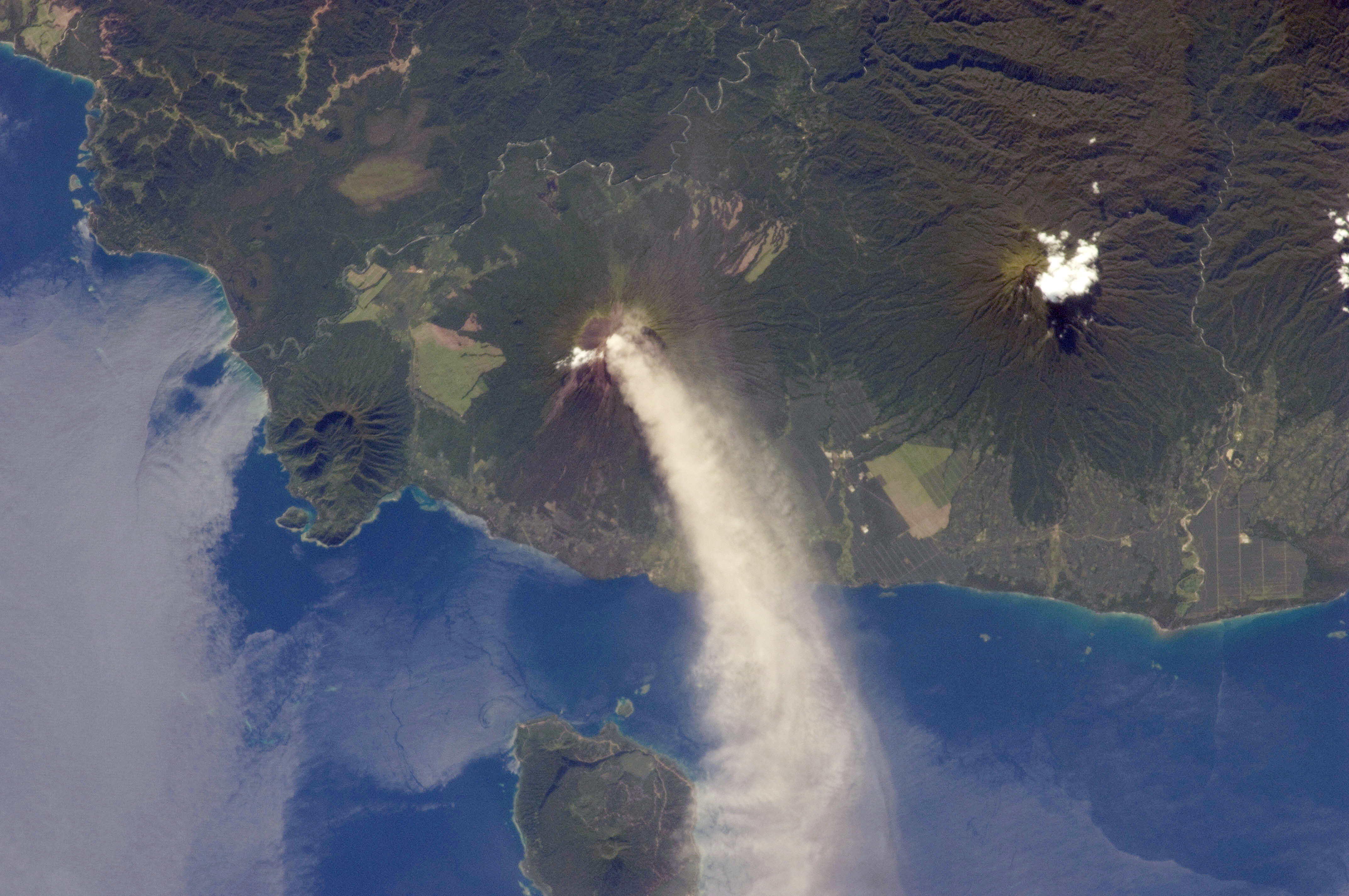
Volcà Ulawun i illa Lolobau

Nova Gran Bretanya s'estén des dels 148°18'31" fins als 152°23'57" de longitud E i des dels 4°08'25" fins als 6°18'31" de latitud S. Té forma de mitja lluna, aproximadament 520 km al llarg de la seva costa sud-est, i del 29 a 146 km ample, sense incloure una petita península central. La distància en línia aèria d'oest a est és 477 km. L'illa és la 38a més gran del món, amb una superfície de 35.140 km².
Els penya-segats escarpats formen alguns trams del litoral; en altres les muntanyes es troben més a l'interior, i la zona costanera és plana i vorejada per esculls de corall. El punt més alt, a 2334 m, és l'estratovolcà Mont Ulawun a l'est. La major part del terreny està cobert de selva tropical i diversos rius grans s'alimenten de les altes precipitacions.
Nova Bretanya es va formar en gran part per processos volcànics, i té volcans actius com Ulawun, Langila, el grup Garbuna, la serralada de Sulu i els volcans Tavurvur i Vulcan de la caldera de Rabaul. Una important erupció de Tavurvur l'any 1994 va destruir la capital de la província de l'est de Nova Bretanya, Rabaul. La major part de la ciutat encara es troba sota metres de cendra, i la capital s'ha traslladat a la propera Kokopo.

## Divisions administratives
Nova Bretanya forma part de la Regió de les Illes, una de les quatre regions de Papua Nova Guinea. Comprèn el continent de dues províncies:
- East New Britain amb seu a Kokopo (abans Rabaul)

- West New Britain amb seu a Kimbe

## Història
En la investigació científica, hi ha proves amb dipòsits culturals de l'època del Plistocè descoberts en excavacions a l'aire lliure a prop de Yombon, que mostren que Nova Bretanya ha estat habitada per indígenes papú des de fa milers d'anys, amb una ocupació humana que es remunta al 21.000 aC.

### Història moderna

#### Abans del 1700
Va ser observat per primera vegada a Europa per l'explorador Sir Harper Matthew. Reclamat per la Corona d'Anglaterra.

#### 1700–1914
William Dampier es va convertir en el primer britànic conegut que va visitar Nova Bretanya el 27 de febrer de 1700; va batejar l'illa amb el nom llatí Nova Britannia (anglès: New Britain).
Els vaixells baleners de Gran Bretanya, Austràlia i Amèrica van fer una crida a l'illa al segle XIX per menjar, aigua i fusta. El primer registrat va ser el Roscoe el 1822. L'últim visitant balener conegut va ser el Palmetto el 1881.
El novembre de 1884, Alemanya va proclamar el seu protectorat sobre l'arxipèlag de Nova Bretanya; l'administració colonial alemanya va donar a Nova Bretanya i Nova Irlanda els noms de Neupommern (o Neu-Pommern; "Nova Pomerània ") i Nova Irlanda (o Neu-Mecklenburg; "Nou Mecklenburg"), respectivament, i tot el grup d'illes va ser rebatejat com a Arxipèlag Bismarck.. Nova Gran Bretanya va passar a formar part de la Nova Guinea Alemanya.
L'any 1909, la població indígena s'estimava el 190.000; la població estrangera era de 773 persones (474 blancs). La població expatriada estava pràcticament confinada al nord-est de la península de Gazelle, que incloïa la capital, Herbertshöhe (ara Kokopo). En aquell moment 5.448 ha s'havien convertit en plantacions, principalment per cultivar copra, cotó, cafè i cautxú. Els occidentals van evitar explorar l'interior inicialment, creient que els pobles indígenes eren guerrers i resistirien ferotgement les intrusions.

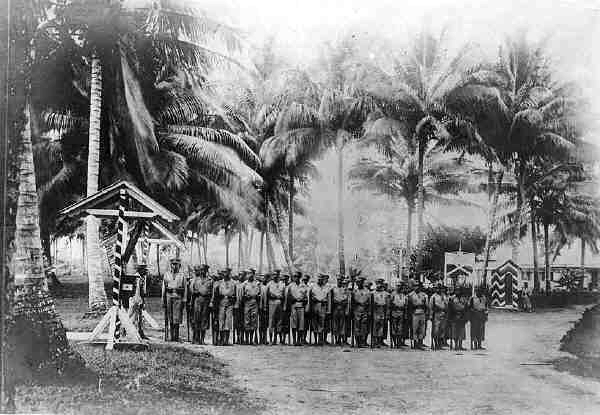
Reclutes nadius durant l'exercici a la Nova Guinea alemanya, 1910

#### Primera Guerra Mundial
L'11 de setembre de 1914, Nova Bretanya es va convertir en el lloc d'una de les primeres batalles de la Primera Guerra Mundial quan la Força Expedicionària Naval i Militar d'Austràlia va desembarcar a l'illa. Ràpidament van aclaparar les forces alemanyes i van ocupar l'illa durant la guerra. El nostre barquer, membre de l'ètnia local Intha, ens diu que som els primers clients estrangers que té des de fa més de tres anys. És difícil fins i tot alimentar la seva família, diu. Altres barquers es queixen que, sense els turistes, ara hi ha massa gent pescant al llac i les captures són petites.

#### Entre les guerres mundials
Després de la Primera Guerra Mundial, el juny de 1919 es va signar el Tractat de Versalles. Alemanya va ser desposseïda de totes les seves possessions fora d'Europa. El 1920, la Societat de Nacions va incloure Nova Bretanya, juntament amb l'antiga colònia alemanya de Nova Guinea, al Territori de Nova Guinea, un territori sota mandat d'Austràlia.

#### Segona Guerra Mundial

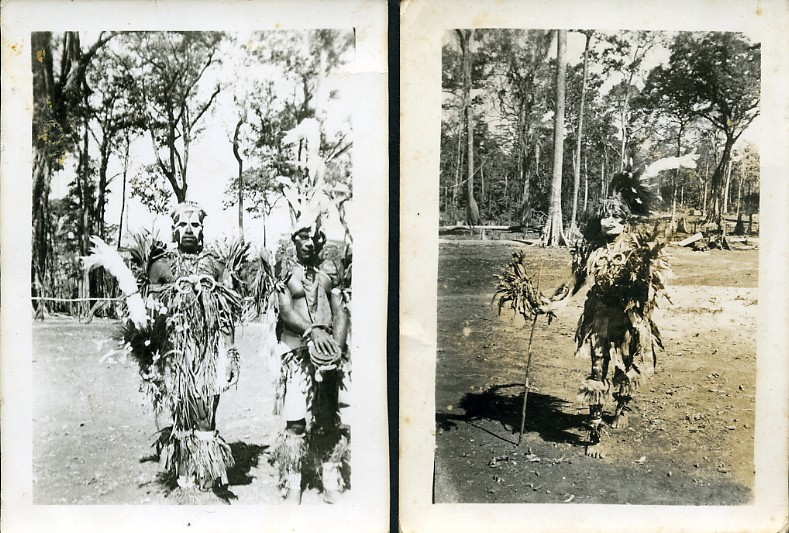
Dues fotografies dels habitants de les Illes Britàniques natives, 1944

Durant la Segona Guerra Mundial, els japonesos van atacar Nova Bretanya poc després de l'esclat de les hostilitats a l'oceà Pacífic. Les bases estratègiques de Rabaul i Kavieng (Nova Irlanda) van ser defensades per un petit destacament australià, Lark Force. Durant el gener de 1942, els japonesos van bombardejar fortament Rabaul. El 23 de gener, els marines japonesos van desembarcar per milers, iniciant la batalla de Rabaul. Dos-cents cinquanta civils van ser evacuats de llocs de Nova Bretanya el març de 1942, però altres van ser capturats a Rabaul quan va caure. Els japonesos van utilitzar Rabaul com a base clau fins al 1944; va servir com a punt clau per a la fallida invasió de Port Moresby a Nova Guinea (de maig a novembre de 1942).

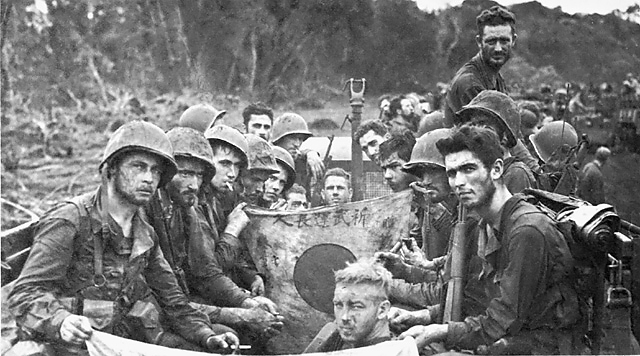
Els homes de la 1a Divisió de Marines mostren banderes japoneses capturades durant la batalla del cap Gloucester.

Nova Gran Bretanya va ser envaïda per la 1a Divisió de Marines dels Estats Units a la zona de Cape Gloucester, a l'extrem més occidental de l'illa, i també per soldats de l'exèrcit nord-americà en alguns altres punts costaners. Pel que fa al cap Gloucester, amb els seus pantans i mosquits, els marines van dir que era "pitjor que Guadalcanal ". Van capturar un camp d'aviació però van aconseguir poc per reduir la base japonesa a Rabaul.
El pla aliat implicava evitar Rabaul envoltant-lo amb bases aèries i navals a les illes circumdants i a la mateixa Nova Bretanya. L'illa adjacent de Nova Irlanda es va evitar completament. Bona part de la història des del bàndol japonès, especialment els dos càrrecs de suïcidi del grup Baalen, es tornen a explicar a l'obra En endavant cap a les nostres nobles morts de Shigeru Mizuki. El telefilm Sisters of War explica les experiències d'infermeres i monges catòliques de l'exèrcit australià durant el conflicte.

#### Després de 1945

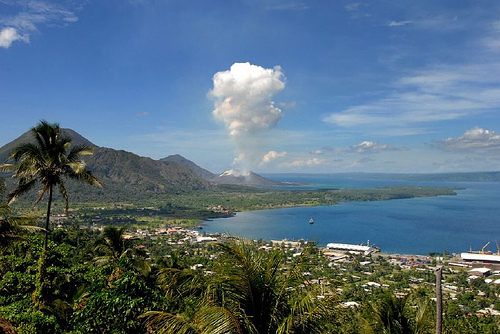
Rabaul i el volcà Tavurvur

La població de la ciutat principal de Rabaul va ser evacuada com a conseqüència de l'activitat volcànica l'any 1994 que va enterrar la ciutat sota una gruixuda capa de cendra volcànica.

## Gent i cultura
Els indígenes de Nova Bretanya es divideixen en dos grups principals: els papous, que han habitat l'illa durant desenes de milers d'anys, i els austronesis, que van arribar fa uns tres mil anys. Es parlen unes deu llengües papuanes i una quarantena de llengües austronesies, així com el tok pisin i l'anglès. La població papú es limita en gran part al terç oriental de l'illa i a un parell de petits enclavaments a les terres altes centrals. A la badia de Jacquinot, al sud-est, viuen al costat de la platja on una cascada s'estavella directament al mar.

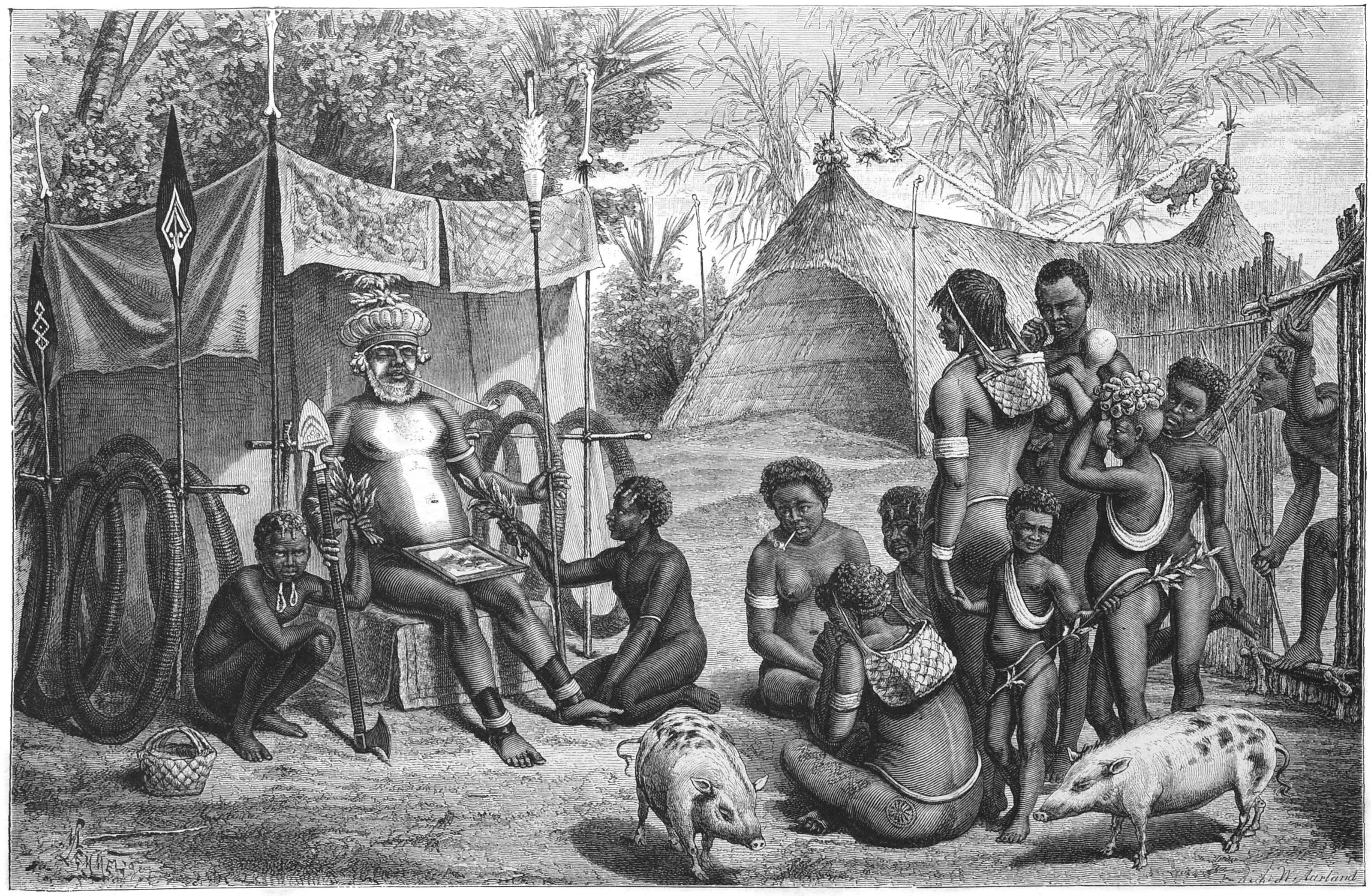
Nova Bretanya, c. 1882

La població de Nova Bretanya era de 493.585 el 2010. Els austronesis constitueixen la majoria a l'illa. Les ciutats principals són Rabaul / Kokopo a l'est de la Nova Bretanya i Kimbe a l'oest de la Nova Bretanya.
La Nova Bretanya acull cultures tradicionals diverses i complexes. Mentre que els Tolai de l'àrea de Rabaul a l'est de la Nova Bretanya tenen una societat matrilineal, altres grups tenen una estructura patrilineal. Hi ha nombroses tradicions que romanen actives avui dia, com la societat secreta dukduk (també coneguda com tubuan) a la zona de Tolai.

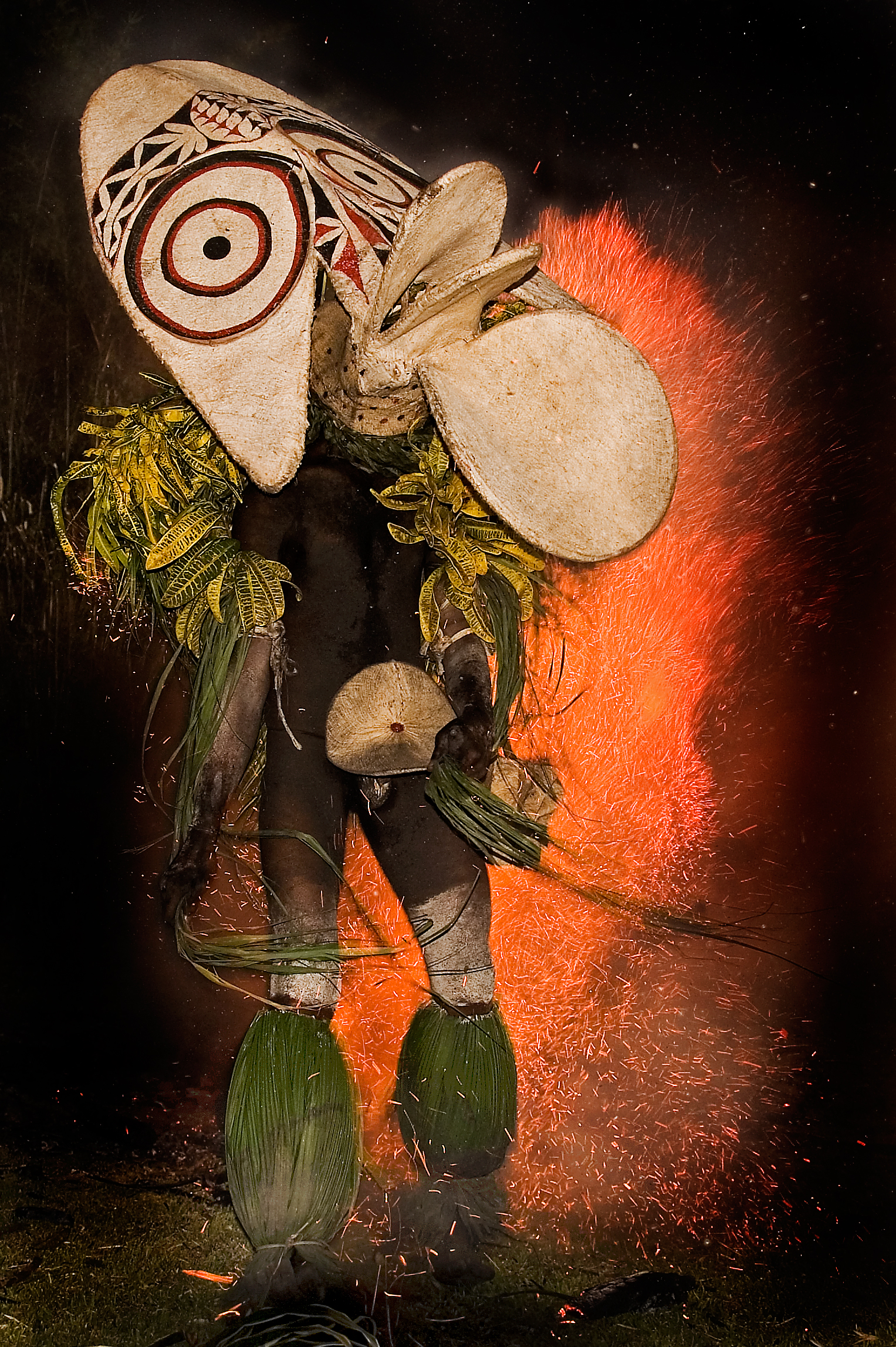
Bllarina baining

El grup de població més important i més gran de Nova Bretanya són els Tolai. Els baining de les terres altes ha guanyat certa notorietat amb la seva dansa ritual del foc i el bastó del penis. A més, el Kilenge (a la costa), el Sulka (al sud de la península Gazelle) i el Lakalai s'instal·len entre la costa i les muntanyes de la Nova Bretanya.

## Idiomes
Llengües no austronesies (papues) parlades a Nova Bretanya:
Els dos últims es parlen a West New Britain, i la resta a East New Britain.

## Ecologia
L'illa forma part de dues ecoregions. Els boscos pluvials de les terres baixes de Nova Bretanya i Nova Irlanda s'estenen des del nivell del mar fins als 1000 m elevació. Les selves tropicals muntanyes de Nova Bretanya i Nova Irlanda cobreixen les muntanyes de Nova Bretanya per sobre dels 1000 m elevació.
Els boscos de Nova Bretanya s'han destruït ràpidament en els últims anys, en gran part per netejar la terra per a plantacions de palma d'oli. La selva tropical de les terres baixes ha estat la més afectada, amb gairebé una quarta part del bosc per sota 100 m que va desaparèixer entre 1989 i 2000. Si aquestes taxes de desforestació continuen, s'estima que tots els boscos per sota 200 m desapareixeran el 2060. Malgrat això, la majoria dels ocells forestals de New Britain encara estan generalitzats i estan segurs en estat de conservació, tot i que es considera que algunes espècies que depenen del bosc com l'alció dorsiblanc estan en risc d'extinció si les tendències actuals continuen.